# Голодний кролик атакує
«Голодний кролик атакує» (англ. Seeking Justice) — американський бойовик-трилер 2011 року режисера Роджера Дональдсона та продюсерів Тобі Магвайра, Рема Бергмана і Джеймса Штерна. Головні ролі виконали Ніколас Кейдж, Дженьюарі Джонс та Гай Пірс.
Знімання проходило в Новому Орлеані. Перший трейлер вийшов у вересні 2011 року. Фільм провалився у прокаті та отримав негативні відгуки англомовних критиків.

## Сюжет
Дія фільму відбувається в Новому Орлеані. Вілл Джерард (Ніколас Кейдж) — простий вчитель англійської мови в середній школі Рампарт. Найкращий друг Вілла Джиммі (Гарольд Перріно) також працює в школі. Дружина Вілла Лора (Дженьюарі Джонс) — музикантка у місцевому оркестрі. Однієї ночі, після вистави, Лору побив та жорстоко зґвалтував чоловік на ім'я Годж. Віллу біля дверей реанімації, де лежить його дружина, пропонує свою допомогу якась група боротьби зі злочинцями. Ця група завжди використовує пароль «голодний кролик атакує». Вілл Джерард у розпачі погоджується на допомогу. У відповідь він зобов'язується виконати кілька завдань для групи. Співробітник цієї групи стріляє в насильника і обставляє це як самогубство. Згодом Джерард отримує завдання: його просять постежити за якимись людьми і закинути конверт у поштову скриньку. Він думає, що це все. Більше завдань не буде.
Але через півроку його просять вбити одного педофіла. Він відмовляється. Йому починають погрожувати. І тоді він вирішує поговорити з жертвою, щоб застерегти її. Однак жертва кидається на нього, і Джерард, сам того не бажаючи, виконує завдання. Тоді з'ясовується, що загиблий був журналістом Аланом Маршем, який проводив розслідування і зібрав компромат на групу. Її члени займалися вбивствами і розбоєм не тільки з добрих спонукань. І в основному робили все під тиском і під страхом смерті, своєї або своїх близьких. Вілла заарештовують, але за допомогою лейтенанта Дургана він втікає і знаходить підготовлені журналістом матеріали, завдяки яким з нього знімають звинувачення.

## У ролях
| Актор               | Роль             |
| ------------------- | ---------------- |
| Ніколас Кейдж       | Вілл Джерард     |
| Дженьюарі Джонс     | Лора Джерард     |
| Гай Пірс            | Саймон           |
| Гарольд Перріно     | Джиммі           |
| Дженніфер Карпентер | Труді            |
| Ксандер Берклі      | лейтенант Дурган |
| Айрон Сінґлтон      | Скар             |
| Каллен Мосс         | Джонс            |
| Маркус Лайл Браун   | детектив Грін    |
| Дж. Д. Евермор      | людина в ліфті   |

## Реліз
Фільм опинився на 27 місці в прокаті США, зібравши 	$249 912 за перші вихідні. За кордоном фільм зібрав $12,4 млн. Загальні касові збори склали $14 млн, що стало провалом при кошторисі у $31 млн. 

## Сприйняття
«Голодний кролик атакує» отримав негативні відгуки англомовних критиків. Станом на березень 2024 року рейтинг схвалення фільму на Rotten Tomatoes складає 28% на основі 79 рецензій із середнім рейтингом 4,5/10. 

### Нагороди
| Церемонія              | Рік  | Категорія       | Номінант      | Результат |
| Премія «Золота малина» | 2013 | Найгірший актор | Ніколас Кейдж | Номінація |